# 装甲作業機
装甲作業機（そうこうさぎょうき）とは、大日本帝国陸軍が工兵用近接戦闘器材として開発した戦闘工兵車である。付属装備を交換することにより、トーチカ攻撃用、地雷処理用、架橋戦車、火炎放射戦車などとして使用できる。甲型から戊型までの5種が生産され、日中戦争や太平洋戦争で実戦使用された。漢字表記は装甲作業器とも書き、装甲と作業のイニシャルからSS機（SS器）とも略称された。

## 開発経過
第二次世界大戦前、ソ連を仮想敵として満州方面での戦闘を想定していた日本陸軍は、ソ連の国境陣地攻撃や、密林・湿地帯の突破を重要課題と考えた。そこで、1929年（昭和4年）に定めた研究方針に基づき、1930年（昭和5年）に、路上障害物の排除とトーチカの破壊を主目的とした戦闘工兵車の開発を始めた。研究担当は工兵機材担当の陸軍技術本部第二部であった。
1931年（昭和6年）6月に三菱重工業で試作車が完成した。主目的の2機能に加え、塹壕の掘削、化学兵器の撒布及び除去、火炎放射、地雷除去、煙幕の展開といった各種機能がこなせる万能工作機械として設計されていた。これは財政難などから多機能が期待されたためである。ただちに工兵学校などでの実用試験が始まり、1933年（昭和8年）には特別工兵演習に参加した。折り畳み式の架橋設備の追加などの改良を経て、1936年（昭和11年）に九六式装甲作業機として仮制式となった。この際、第一級秘密兵器の取り扱いとなっている。
搭載用通信機としては1935年（昭和10年）から新型の無線機が研究され、九六式四号戊無線機として制式化された。比較的に車内容積に余裕があったため、従来の日本の戦車用無線機よりは性能良好であった。そのため、後に九七式中戦車の車載無線機にも採用され、1941年（昭和16年）から1945年（昭和20年）まで80機生産されている。
なお、日本陸軍において戦車は歩兵科の所管であることに配慮し、本車の武装は自衛用にとどめられた。車体は八九式軽戦車の亜種というべきものであるが、歩兵科を刺激しないように新規開発の専用車体ということになっている。名称も作業機と称して戦車との違いを強調し、助数詞も「輌」ではなく「機」を用いている。足回りは八九式軽戦車と少し異なっている。
1937年（昭和12年）にはエンジンを原型車の八九式中戦車と同様に空冷ディーゼルエンジンに変更し、作業具も改良した乙型が開発された。その後も1944年（昭和19年）までに丙型から戊型の各改良型が開発された。当初は非常に多機能であったが実用性に乏しく、最終型の戊型ではトーチカ攻撃、架橋、火炎放射、地雷除去に絞り込まれていた。代わりに数種の単能工兵車両が開発されている。

## 装備機材

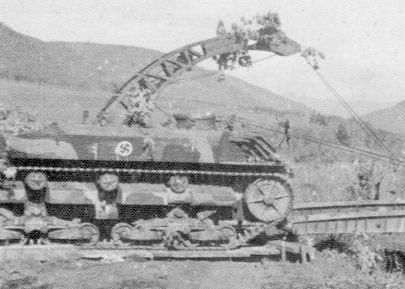
超壕装置を展開して架橋中の装甲作業機（独立工兵第5連隊所属の車両）

作業用機材として以下のものが開発された。取り外し可能な装備の運搬用には牽引式の附属車が試作されたが、行動力低下が著しく採用されなかった。その後、九四式六輪自動貨車の改修車や、装軌式の器材運搬車（KU車）が用意された。
- 爆薬投下装置 - トーチカ爆破用に300kgの特殊爆薬を運搬し、車内操作で落下させる。
- 衝角 - 鉄条網や樹木の排除に使用。性能不足で、専用車の伐開機が開発される。
- 起重機 - 倒した樹木の除去用クレーン。専用車の伐掃機が開発される。
- 超壕装置 - 対戦車壕の突破用架橋設備。丁型までは折り畳み式の橋を繰り出す方式で、戊型は萱場工業の設計によるカタパルト射出式に改良。後に新型戦車随伴用には装甲作業機では低速として、専用車の超壕機 TGが開発される。
- 掘削装置 - 牽引式の鋤を使用も性能不足。専用の潜行掘鑿器（SK器）が研究された。
- 地雷掃器 - 車体前部に鋤を取り付け、車内から操作して降ろして使用。木の根などがあると十分に機能せず、冬季には地面凍結のため使用不能。専用機材の地雷処理車（チユ）が開発される。
- 火炎放射器 - 2～3本の放射管を有する。燃料タンクは側面及び後部に外装式だったが、戊型は車内タンクに変更。
- 撒毒装置 - タンクは火炎放射器用と兼用。訓練はほとんど行われず、実戦例もないようである。
- 消毒装置 - 化学兵器制圧用にさらし粉撒布装置が試作されたが、制式化されず。掘削装置などを流用して土砂をかけて処理する方式となった。
- 煙幕展張装置

## 運用
1934年（昭和9年）に、独立混成第1旅団の独立工兵第1中隊に最初の部隊配備が行われた。独混第1旅団は、日本で最初の機械化部隊である。1937年（昭和12年）に中国戦線で実戦参加し、火炎放射による歩兵支援を行った。しかし、1000kmもの長距離行軍の結果、故障が続出した。
1939年（昭和14年）には、専門の運用部隊として独立工兵第5連隊が創設された。同連隊は対ソ戦争におけるトーチカ破壊を想定した部隊だった。
太平洋戦争勃発後の1942年（昭和17年）に、戦車師団の創設に伴い独工第5連隊は解隊され、装甲作業機は3個戦車師団と教導戦車旅団の工兵隊に分配された。各戦車師団の工兵隊には定数で24機が配備されたが、低速で長距離行軍に堪える耐久性能もなかったため、それほど効果的な兵器とは認められなかった。太平洋戦争中は、ルソン島の防衛戦で戦車第2師団工兵隊が2型式以上の装甲作業機を使用した例がある。ルソン島ではアメリカ軍により8機が鹵獲された。

## 生産型
以下の5型式が開発された。甲型の制式名は九三式装甲作業機、乙型以降が九六式装甲作業機のバリエーションであるとも言われる。もっとも、九六式装甲作業機の仮制式時の仕様によれば、エンジンは105馬力の水冷ガソリンエンジンとなっている。
甲型水冷ガソリンエンジン（140馬力）。車体前部に起重機と衝角。生産数13機。ただし甲型内でも数種のバリエーションがある。
乙型エンジンを120馬力の空冷ディーゼルに変更。起重機を廃止し、衝角を後部に移動。生産数8機。
丙型流体変速機仕様。衝角を廃止。車体後方にも操縦席設置。生産数1機。
丁型エンジン出力を150馬力に強化し、最高速度29km/hに向上。生産数20機。
戊型機能を4種に限定し、架橋設備をカタパルト式に改良。生産数77機。

## 注記
1. ↑  斉藤らによると「器」表記が制式名であるが、部隊では「機」と称したという（斉藤・宗像、84頁）。ただ、「機」表記の仮制式制定文書が確認できるので、本項では「機」表記を主とした（「近接戦闘器材九六式装甲作業機仮制式制定の件」）。
2. ↑  斉藤・宗像、40頁。
3. ↑  斉藤・宗像、84頁。
4. ↑  「近接戦闘器材九六式装甲作業機仮制式制定の件」